# Karl Ludwig Schulmeister

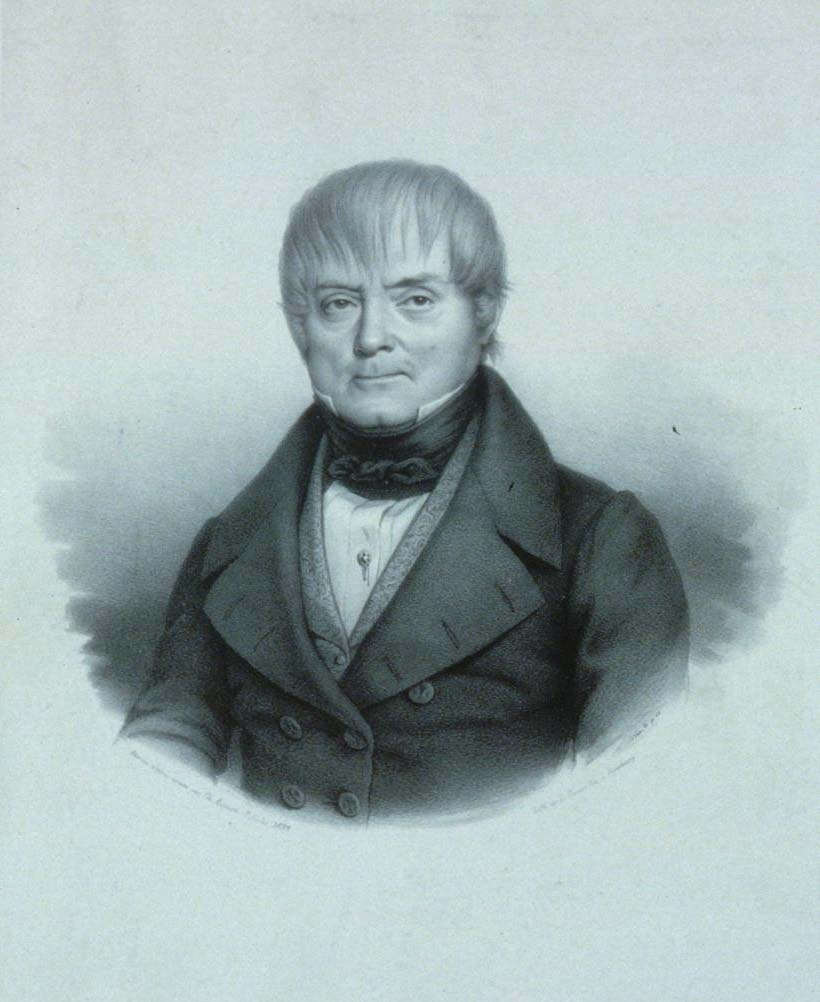
Karl Ludwig Schulmeister (1839)

Karl Ludwig Schulmeister, in Frankreich Charles Louis Schulmeister (* 5. August 1770 in Neufreistett (heute Freistett); † 8. Mai 1853 in Straßburg-Meinau), war ein bedeutender Spion im Solde Napoléon Bonapartes.

## Leben und Wirken
Schulmeister wurde als jüngster von drei Söhnen des Pfarrers Johann Gottfried Schulmeister und dessen Ehefrau Marie-Elisabetha geb. Rützhaub geboren. Er war kurze Zeit als Aktuarius in Kork tätig, später als Kaufmann und Eisenhändler. 1792 heiratete er die Französin Louise Charlotte Unger, Tochter des Bergwerksdirektors von Sainte-Marie-aux-Mines.
In den 1790er-Jahren widmete er sich in großem Stil dem Schmuggel zwischen Frankreich und Deutschland, wobei er gelegentlich Spionageaufträge für Frankreich ausführte. 1804 wurde er von seinem Landsmann Jean Rapp Napoléon vorgestellt und begann hauptberuflich als Spion tätig zu werden. Der Bonaparte vollkommen ergebene Schulmeister wurde zu einem seiner wertvollsten Agenten.
Im Koalitionskrieg von 1805 gelang es Schulmeister, der sich als ungarischer Edelmann ausgab, den österreichischen General Karl Mack von Leiberich durch eine gefälschte Pariser Zeitung zu bewegen, in Ulm zu bleiben, das für Macks Truppen zur Falle wurde.
Nach dem Fall Wiens ernannte Napoléon Schulmeister zum Generalkommissar der dortigen Polizei. Als solcher garantierte Schulmeister die ungestörte Besatzung Wiens. Nach dem Preßburger Frieden von 1806 erwarb Schulmeister ein Gut in Meinau bei Straßburg, wohin er sich zeitweilig zurückzog.
Im Krieg Napoléons mit Preußen gelang es Schulmeister, sich mit minimalen Kräften der Städte Wismar und Rostock zu bemächtigen. Im späteren Verlauf des Krieges wurde er mit polizeilichen Aufgaben in Königsberg betraut.
Am 18. Mai 1809 wurde Schulmeister ein zweites Mal die Leitung der Polizei in Wien überantwortet. Nach dem Frieden von Schönbrunn zog er sich erneut auf sein Gut zurück. Im Jahr 1809 fand er Aufnahme in die Straßburger Freimaurerloge La vraie Fraternité. Während der Herrschaft der Hundert Tage ab dem 20. März 1815 war er erneut in Missionen im Dienste Napoléons tätig. Blücher ließ ihn am 27. Juli 1815 für einige Monate inhaftieren.
In der Folge lebte Schulmeister als wohlhabender Bürger in Boissy-Saint-Léger und in der Meinau, einem Ortsteil von Straßburg. Er wurde auf dem Straßburger St.-Urbans-Friedhof  begraben (Sektion 5-1-6/8).
Schulmeisters Leben inspirierte die französische Fernsehserie Schulmeister, espion de l’empereur, die in Frankreich zwischen 1971 und 1974 ausgestrahlt wurde.